# Star Wars-karakterer
Dette er en ufuldstændig liste over karakterer i Star Wars-universet. Figurerne er oplistet efter efternavn i det omfang de kendes. Årstal dækker den interne tidslinje i Star Wars-universet, hvor BBY er før og ABY er efter Slaget om Yavin fra filmen Star Wars Episode IV: Et nyt håb.

## Figurer fra film og serier
- Padmé Amidala er dronning af Naboo, mens hun er teenager, og senere senator for planeten. Hun bliver gift med Anakin Skywalker med hvem hun får tvillingerne Luke Skywalker og Leia Organa. Selv dør hun i barselssengen.
- Bossk er en dusørjæger af racen trandoshan der lever på planeten Trandosha. Han er 1,9 meter høj. Han er kun med i en af filmene og det er The Empire Strikes Back. Bossk er tit med i tegneserier om star wars og har tit en stor rolle i dem selv om han kun er med i en film. I tegneserien Star Wars: Shadows of the Empire jagter han Boba Fett får at få fat på Han Solo som Fett er ved at aflevere til Jabba the Hutt får at få en dusør som Jabba har udlovet
- Dexter ejer en lille restaurant på Coruscant. Han er ven af jedien Obi-Wan Kenobi, og optræder sammen med netop Obi i Attack of the Clones. Han ved meget om planeten Kamino.
- Ki-Adi-Mundi (født 113 BBY på Coruscant, død 19 BBY) er en af de førende i jedi-rådet og behersker kraften godt. Han er på Mygeeto da order 66 begynder og bliver dræbt af sine egne clone troopers. Han var med i The Phantom Menace, Attack of the Clones og i Revenge of the Sith.
- Kit Fisto er med i Attack of the Clones og Revenge of the Sith og er en jedi, som dog bliver slået ihjel af Palpatine i Revenge of the Sith.
- Gardulla the Hutt er en af planeten Tatooines mafialedere. Hun optræder undertiden som en ven af Jabba the Hutt, medens hun til andre tider ligger i strid med ham. Hun er nok bedst kendt for, at hun købte Shmi og Anakin Skywalker og tabte dem i spil til skrothandleren Watto. Gardulla forsøgte at dræbe dusørjægeren Jango Fett ved at kaste ham for en krayt-drage, men Jango forpurrede hendes planer, og hun endte med selv at blive kastet for dragen.
- Nute Gunray er i Episode I: The Phantom Menace i ledtog med Darth Sidious om overtagelsen af planeten Naboo fra Padmé Amidala Da han fejler i dette, bliver han stillet for højesteret, men undgår fængselsstraf efter fire retssager. Ti år senere indtræder han i separatistbevægelsen, hvor han bliver en højtrangerede leder. I Star Wars Episode III: Sith-fyrsternes hævn bliver han slået ihjel af Anakin Skywalker.
- IG-88 blev først introduceret i The Empire Strikes Back. I starten var han en lejemorder-droide men gik senere hen og blev en af de mest kendte dusørjægere. IG-88 er med i mange tegneserier, bøger og spil.
- Beru Whitesun Lars hed oprindeligt Beru Whitesun, men efter at hun giftede sig med Owen Lars fik hun hans efternavn. Sammen opfostrede de Luke Skywalker, deres (sted)nevø, som er søn af Owen Lars' stedbror, Anakin Skywalker. Beru blev spillet af Shelagh Fraser i Star Wars Episode IV og af Bonnie Piesse i Star Wars Episode II og III.
- Cliegg Lars kommer ind i billedet efter han køber Shmi Skywalker fri fra slaveri. Da sandfolket fanger Shmi, tager han og en gruppe ud for at finde hende. I denne søgen (og senere kamp) mister han sine ben. Cliegg har sønnen Owen Lars som altså er Anakin Skywalkers stedbror.
- Owen Lars er søn af Cliegg Lars og gift med Beru Whitesun Lars. De opfostrer sammen Luke Skywalker, som er søn af Owen Lars' stedbror, Anakin Skywalker.
- Boss Nass er en gunganer, der lever og regerer i undervandsbyen Otoh Gunga.
- Bail Organa er en ven af jedierne. Han adopterer Leia Organa for at skjule hende for Det Galaktiske Imperium.
- Leia Organa er datter af den tidligere jedi Anakin Skywalker og den tidligere dronning Padmé Amidala. Hun bliver adopteret af Baial Organa efter hun bliver født for at hendes far, der i mellemtiden er blevet til den one Darth Vader, ikke må blive klar over at hun er hans datter. Derfor tror hun at Bail Organa er hendes far og ved ikke, at hun har en tvillingbror, Luke Skywalker.
- Darth Plagueis var en sith, der var Darth Sidious' mester. Han var også kendt som "den vise", idet han vidste, hvordan man kunne bruge kraften til at få midiklorianerne til at skabe liv eller redde folk fra at dø.
- Oppo Rancisis er en Jedimester, der blev oplært af Yaddle. Han blev sendt til jedirådet af sin mor, som var dronning af Thisspias, for at blive testet. Da han fyldte 20 arvede han tronen efter sin mor, men valgte livet som jedi, frem for livet som konge. Oppo mestrer en teknik, der gør at han kan få sine modstandere til at blive søvnige og svimle – få mestrer den teknik så godt, som han gør. Teknikken kaldes malacia; man får ingen varige men af teknikken. Han har undervist i teknikken i over 20 år.
- Sebulba er en af de mest kendte og elskede deltager i de populære podracerløb, og Anakin Skywalkers største konkurrent.
- Anakin Skywalker / Darth Vader - Anakin Skywalker var en dygtig pilot og jedi, indtil han gik over til den mørke side og blev til Darth Vader. Inden han gør det bliver han gift med Padmé Amidala og de får tvillingerne Luke Skywalker og Leia Organa.
- Luke Skywalker er søn af den tidligere jedi Anakin Skywalker og den tidligere dronning Padmé Amidala. Han bliver opfostret af sin onkel Owen Lars og tante Beru Lars. Han er tvillingbror til Leia Organa, men det bliver holdt hemmeligt, for at deres far, der i mellemtiden er blevet til den onde Darth Vader ikke skal finde ud af det.
- Sifo-Dyas var en Jedi, der omtales men ikke ses i filmene. Han blev dræbt ca. 10 år før Attack of the Clones. I denne film fører Obi-Wan Kenobis forsøg på at opklare attentatet mod Padmé Amidala efter hendes ankomst til Coruscant, for at stemme mod oprettelsen af en hær til Republikken ham til Kamino. Her får han fortalt at det var Syfo-Dias der bestilte klonhæren, men uden hverken Jedi-rådet, Senatet eller nogen anden vidste noget om det – Men den blev bestilt til Republikken. Muligheden var også at det slet ikke var Syfo-Dias der havde bestilt hæren, men såfremt det var, havde han muligvis gjort det fordi han vidste at Handelsføderationen sammen med andre separatister konstruerede en gigantisk hær af droider.
- Ahsoka Tano er en af hovedpersonerne i tegnefilmen Star Wars: The Clone Wars fra 2008 og den efterfølgende serie.
- Grand Moff Wilhuff Tarkin er en af øverstbefalende i Det Galaktiske Imperium og chef for Dødsstjernen.
- Asajj Ventress optræder både i Star Wars: Clone Wars tv-serien fra 2003 og Star Wars: The Clone Wars tv-serien fra 2008.
- Watto er en skrothandler på ørkenplaneten Tatooine og er hård og pengefikseret. Yderligere har han bl.a. Anakin Skywalker og Shmi Skywalker som hans slaver. Det lykkedes dog Qui-Gon Jinn at indgå et væddemål med Watto, hvori Anakin ender med at få sin frihed. Watto er meget interesseret i podracerløb, hvor hans favorit altid er Sebulba. Watto er desuden immun overfor de tricks jedier kan lave.
- Yaddle var af samme art, som Yoda og anset for sin visdom, tålmodighed og medfølelse, hvilket var derfor hun blev optaget i jedirådet. Hun var jedimester og har blandt andet oplært rådsmedlemmet Oppo Rancisis. Yaddle blev 477 år gammel, og talte kort og præcist, samt intelligent når hun blev spurgt om noget. Hun døde da hun sammen med Obi-Wan, Yoda, og Anakin blev sendt på en forhandlings mission til Mawan for at slutte en borgerkrig mellem tre forskellige forbryderbander. Desværre var der blevet sat en fælde dem og Yaddle døde, da Striker frigav et kemisk våben. Hun observerede det gennem kraften og døde, men reddede samtidigt byen Naatan.
- Rey er en af hovedpersonerne i Star Wars: The Force Awakens fra 2015.
- Kanan Jarrus er en jedi, der overlevede ordre 66. Han er desuden en af hovedpersonerne i Star Wars Rebels serien.
- Ezra Bridger er en af hovedpersonerne i "Star Wars Rebels" serien. Han blev født 19 BBY på planeten Lothal af Ephraim og Mira Bridger.
- Klonstyrke 99, også kendt som “De Hårde Hunde” er enhed bestående af klonkommandosoldater med genetiske mutationer som gør at de har forskellige færdigheder. Gruppen anføres af klonsergent "Hunter", og består af "Tech", gruppens mest alvidende, "Wrecker", gruppens fysisk stærkeste soldat og "Crosshair" som er snigskytte. Efter de deserterede det nye Galaktiske Imperium, på grund af at de fik ordre på at henrette civile, tog de en ung klon med sig som hedder Omega, som er en pigeklon af Jango Fett.

## Figurer fra Expanded Universe
- Bao-Dur blev skabt til videospillet Knigts of the Old Republic 2, hvor han er en central figur, som ekspert i enkelte teknologier som f.eks. speedere, data, droider og rumskibe. Han havde en fortid som soldat i den Mandolorianske krig i Malachor V. Dette var grunden til han havde mistet armen.
- Cilghal er en Calamariansk ambassadør og jedihealor, som blev oplært af Luke Skywalker og opdaget af hans søster Leia.
- Spurch Goa er en dusørjæger fra planeten Nar Shaddaa. Han blev reddet af den unge Greedo fra Gorm the Dissolver. Han medvirker i serierne Rebel Dawn, A Hunter's Fate: Greedo's Tale, A Hunter's Fate: Greedo's Tale webstrip og Dark Empire.
- Wrenga Jixton eller bedre kendt som Jix er ikke med i nogle af filmene men har en stor rolle i Shadows of the Empire hvor ham bliver sendt ud af Darth Vader for at spionere mod Jabba the Hutt.
- Kyle Katarn er aktiv i tiden omkring og efter den første filmtrilogi. Før han blev Jedi-master under Luke Skywalkers ledelse af ordenen, var han stormtrooper for Det Galaktiske Imperium. Kyle blev født på Sulon, som søn af Morgan og Patricia Katarn Kyle blev uddannet som stormtrooper for Imperiet på Carida, umiddelbart efter han mor blev slået ihjel af en BT-16 der var ude af ordinær funktion. Han bliver af mange betragtet som en "nede på jorden" type og rebelsk eller det neutrales repræsentant inden for Jedi-ordenen, idet han ikke umiddelbart adskiller Kraften i en lys og mørk side ud fra dens indhold, men i forhold til hvordan den anvendes. Han anvender således selv en klassisk mørk side kraft, "force lightning".

Som figur er han protagonist i en række spil til PC kaldet "Jedi Knight" og "Dark Forces". Disse spil handler særligt om "Valley of the Jedi" og hans unikke kendskab til dette sted. Hans efternavn stammer fra dyret af samme navn, der lever på Kashyyyk.
- Exar Kun var en meget talentfuld Jedilærling under vejledning fra Master Vodo-Siosk Baas. Efter at være blevet tvunget til at falde til den mørke side af Kraften af oldtidens Sith-ånder, blev han en af galaksen mest magtfulde og farlige Sith Lords, under Ulic Qel-Droma som hans lærling. Han indledte den store sith krig, der rev den galaktiske republik fra hinanden gennem flere kampe, før han lukkede sin egen ånd væk i et massassi-tempel på Yavin 4.
- Jan Ors har flere gange optrådt optrådt i Jedi Knight-spilserien. Jan Ors blev født på planeten Alderaan.
- Dash Rendar er en smugler og gode venner med Han Solo, Chewbacca og Lando Calrissian. Han er lejesoldat og han har arbejdet for både Oprørsalliancen og Det Galaktiske Imperium.
- Ben Skywalker er søn af Luke Skywalker og Mara Jade Skywalker. Han blev født 26 ABY, under Yuuzhang Vong-invasionen.
- Mara Jade Skywalker er en kvindelig kejserlig agent og senere jedi, der bliver introduceret i Timothy Zahns Thrawn-trilogi, der omhandler tiden lige efter Return of the Jedi.
- Anakin Solo er søn af Han Solo og Leía Organa Solo. Han blev født 11 ABY og blev dræbt på planeten Myrkr 26 ABY.
- Jacen Solo er søn af Han Solo og Leía Organa Solo. Jacen er tvillingbror til Jaina Solo og storebror til Anakin Solo. Jaina og Jacen blev født 9 ABY under Thrawn-årene.
- Jaina Solo er datter af Han Solo og Leia Organa Solo. Hun blev ligesom sin tvillingebror Jacen Solo født 9 ABY.
- Darth Tenebrous var en sith og Darth Plagueis' mester. I offentligheden var han kendt for at designe rumskibe, mens han som sith var et videnskabeligt geni, der var optaget af at forme fremtiden.
- Xendor var engang en sith, men han løsrev sig fra deres principper, og blev deraf lederen af de første mørke jedier.
- Prins Xizor er en af de onde og er mest kendt fra bogen og tegneserien Shadows of the Empire. Han er leder af en kriminel organisation, kaldet Black Sun. Han har en stor rolle i serien Shadows of the Empire og mindre roller i serierne The Han Solo Trilogy og The Bounty Hunter Wars. Hans rival er Darth Vader selv om de er på samme side. Han er født på planeten Falleen.